# Giuseppe Forcellini
Giuseppe Forcellini († 17. September 1960) war ein Politiker des Freiheitskomitees (Comitato della Libertà), der Sozialistischen Partei PSS (Partito Socialista Sammarinese) sowie der Unabhängigen Sozialistischen Demokratischen Partei PSDIS (Partito Socialista Democratico Indipendente Sammarinese) aus San Marino, der unter anderem zwischen 1946 und 1960 vier Mal das Amt des Capitano Reggente von San Marino bekleidete sowie mehrmals Minister war.

## Leben
Giuseppe Forcellini war nach dem Ende des italienischen Faschismus vom 28. Juli bis zum 16. September 1943 bereits Mitglied des ersten Kabinetts  (Consiglio di Stato). Bei den Parlamentswahlen vom 5. September 1943 wurde er für das Freiheitskomitee (Comitato della Libertà) erstmals zum Mitglied des Großen und Allgemeinen Rates (Consiglio Grande e Generale) gewählt und gehörte diesem nach seinen Wiederwahlen bei den Parlamentswahlen vom 11. März 1945, 27. Februar 1949, 16. September 1951, 14. August 1955 und 13. September 1959 von der elften bis zu seinem Tode am 17. September 1960 in der 16. Legislaturperiode an.
Im zweiten Kabinett übernahm Forcellini vom 16. September bis zum 28. Oktober 1943 den Posten als Staatssekretärs für Inneres und Finanzen (Segretario di Stato per gli Affari Interni e Finanze), war als solcher allerdings nicht Mitglied des Congresso di Stato, der als Staatskongress die exekutive Gewalt übernimmt. Den Posten des Staatssekretärs für Inneres und Finanzen behielt er zwischen dem 28. Oktober 1943 und dem 23. September 1944 im dritten Kabinett, und vom 23. Oktober 1944 bis zum 10. Februar 1945 im vierten Kabinett,
Im sechstes Kabinett fungierte er zwischen dem 24. März 1945 und dem 17. März 1949 abermals als Staatssekretär für Inneres und Finanzen und bekleidete gemeinsam mit Vincenzo Pedini vom 1. April bis 1. Oktober 1946 zum ersten Mal das Amt als Capitano Reggente von San Marino. Im siebten Kabinett übernahm er zwischen dem 17. März 1949 und dem 30. Juni 1951 als Segretario di Stato per gli Affari Interni das Amt des Staatssekretärs für Inneres. Während dieser Zeit war er vom 1. April bis 1. Oktober 1950 zusammen mit Primo Taddei zum zweiten Mal Capitano Reggente. Er gehörte dem achten Kabinett, ein Notstandskabinett, zusammengesetzt aus Mitgliedern aller Fraktionen, vom 30. Juni bis 23. September 1951 an.
Im darauf folgenden 9. Kabinett bekleidete Giuseppe Forcellini, mittlerweile Mitglied der Sozialistischen Partei PSS (Partito Socialista Sammarinese), zwischen dem 25. September 1951 und 16. September 1955 wieder das Amt des Staatssekretärs für Inneres und Finanzen, wobei er nicht Mitglied des Congresso di Stato war. Zugleich war er während dieser Tätigkeit vom 1. April bis zum 1. Oktober 1954 gemeinsam mit Secondo Fiorini zum dritten Mal Capitano Reggente. Im zehnten Kabinett übernahm er am 16. September 1955 den Posten als Minister für Justiz und Religion (Deputato per la Giustizia e il Culto) und besetzte diesen bis zum 8. März 1957. Nachdem er aus dem PSS ausgetreten war, war er zunächst als Parteiloser im elften Kabinett zwischen dem 12. November 1957 und dem 29. September 1959 noch einmal das Amt des Staatssekretärs für Inneres und Finanzen und gehörte wiederum nicht dem Staatskongress an. Nach Gründung der 1957 Unabhängigen Sozialistischen Demokratischen Partei PSDIS (Partito Socialista Democratico Indipendente Sammarinese) trat er dieser als Mitglied bei.
Zuletzt wurde Forcellini am 1. Oktober 1959 zusammen mit Ferruccio Piva zum vierten Mal Capitano Reggente und verblieb in diesem Amt bis zum 1. April 1960.

## Hintergrundliteratur
- Domenico Gasperoni: I Governi di San Marino. Storia e personaggi, AIEP Editore, Serravalle 2015, ISBN 978-88-6086-118-4